# Wolfgang Weise
Wolfgang Weise (ur. 12 czerwca 1949 w Lipsku) – niemiecki siatkarz, medalista igrzysk olimpijskich i mistrzostw świata.

## Życiorys
Weise był w drużynie reprezentacji Niemiec Wschodnich, która tryumfowała na rozgrywanych w Bułgarii mistrzostwach świata 1970. Wystąpił także na igrzyskach 1972 odbywających się w Monachium. Zagrał we wszystkich pięciu meczach fazy grupowej, wygranym półfinale ze Związkiem Radzieckim oraz w przegranym finale z Japonią.
Grał w klubie SC Leipzig, z którym siedmiokrotnie wywalczył mistrzostwo NRD w latach 1969-1970 i 1972-1976.